# 52670 Alby
52670 Alby è un asteroide della fascia principale. Scoperto nel 1998, presenta un'orbita caratterizzata da un semiasse maggiore pari a 2,9393984 au e da un'eccentricità di 0,0535460, inclinata di 10,90768° rispetto all'eclittica.